# Rue Louis-Codet
La rue Louis-Codet est une voie du 7e arrondissement de Paris, en France.

## Situation et accès
La rue Louis-Codet est une voie publique située dans le 7e arrondissement de Paris. Elle débute au 88-88 bis, boulevard de La-Tour-Maubourg et se termine au 19, rue Chevert.
Le quartier est desservi par la ligne 8 à la station École Militaire.

## Origine du nom

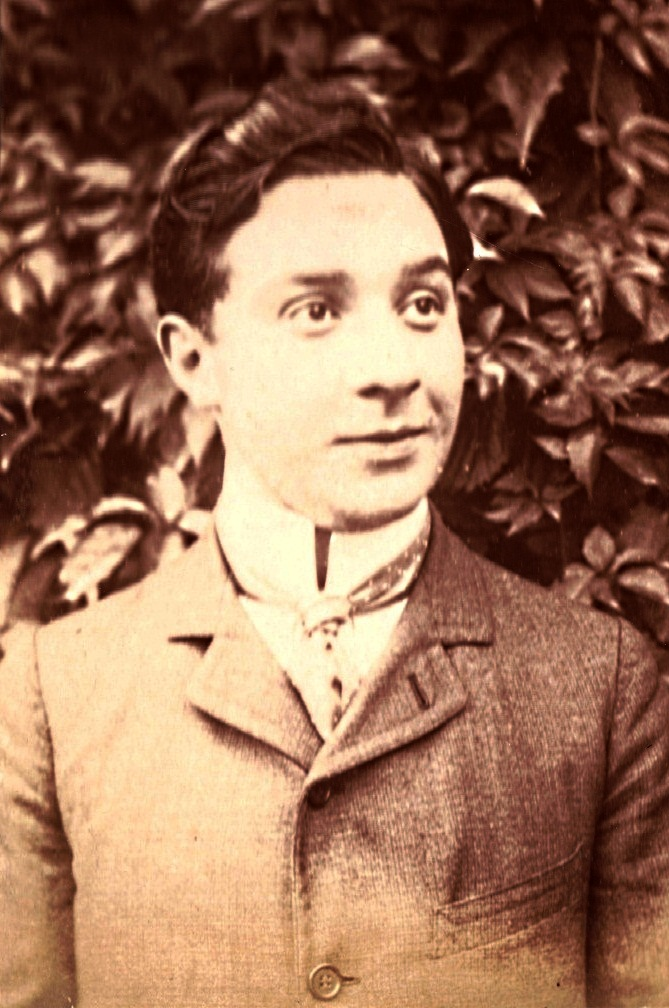
Louis Codet.

Elle porte le nom de l'écrivain Louis Codet (1876-1914), mort au champ d'honneur.

## Historique

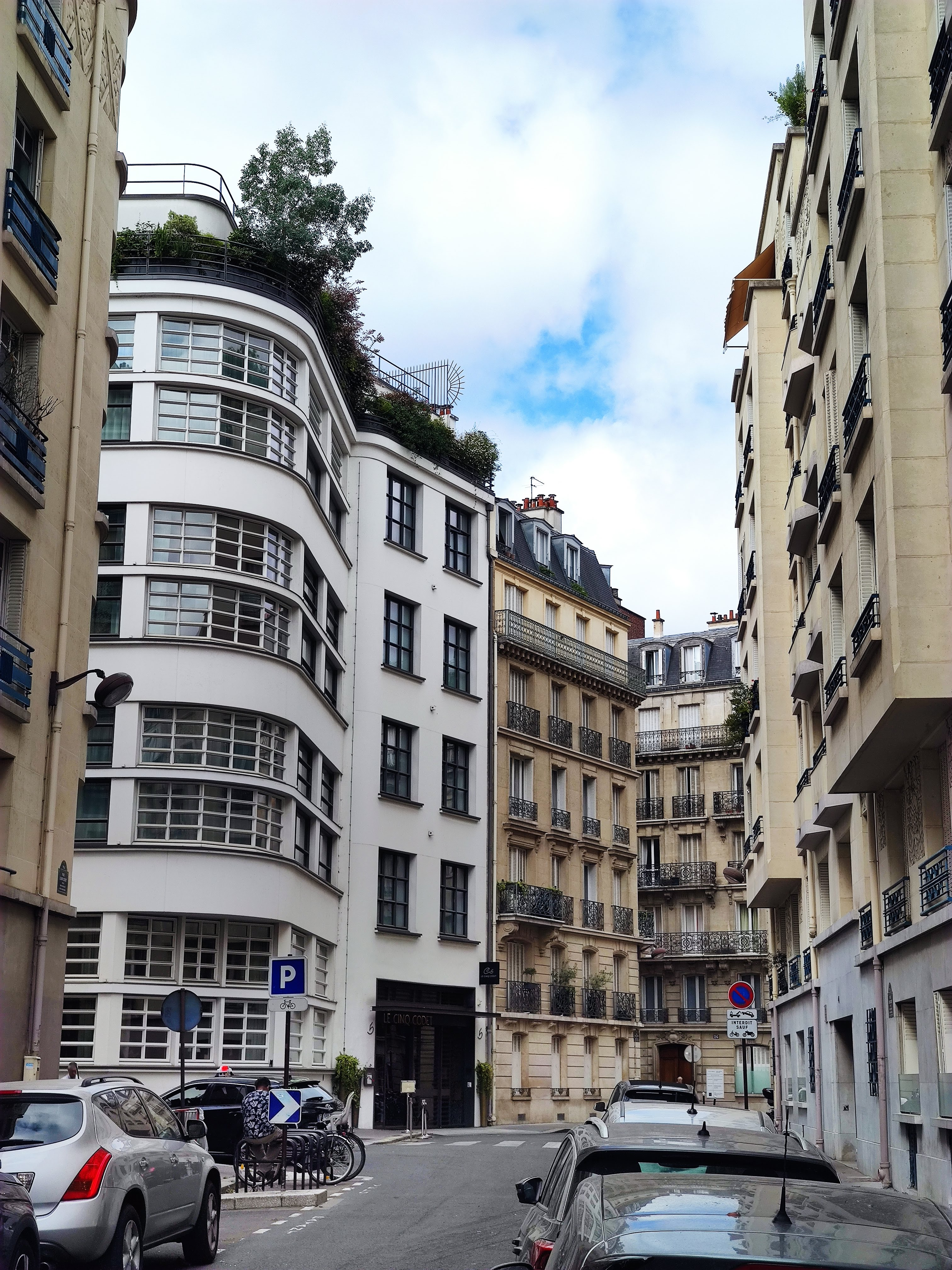
La rue côté ouest.

Cette voie est ouverte sous le nom de « rue Alexandre-Liaume » en 1931, sur des terrains appartenant à la société La France mutualiste. 
Dénommée « rue Louis-Codet » en 1934, elle est classée dans la voirie de Paris par un arrêté du 3 juin 1962.